# Kjariaúman
A Kjariaúman (キャリアウーマン) egy japán kifejezés a karrierista nőre. A kifejezés a japán nők azon típusára utal, akár házasok, akár nem, akik karriert csinálnak a megélhetés és a személyes előrejutás érdekében, nem pedig háziasszonyok, akiknek nincs otthonon kívüli elfoglaltságuk. A kifejezés akkor került használatba, amikor elvárták a nőktől, hogy egy rövid "irodai hölgyként" eltöltött időszak után megházasodjanak és háziasszonyokká váljanak.
A kifejezést Japánban a japán fizetett ember megfelelőjére használják; a karrierista nő Japánban szintén fizetésért dolgozik, és arra törekszik, hogy munkával egészítse ki a család jövedelmét, vagy független karrierre törekedve anyagilag független maradjon.